# 耶夫·范德维勒
耶夫·范德维勒（荷蘭語：Jef van de Wiele；1903年7月20日—1979年9月4日）是一位比利时佛兰德纳粹主义政治人物。纳粹攻佔比利时期间，范德维勒曾领导弗拉芒政界最为亲纳粹的势力。
第二次世界大战后，范德维勒因曾经与纳粹积极合作而被定性为叛国者。他一开始逃过了抓捕，但在1946年，他被逮捕。当年11月，安特卫普一法院判处范德维勒死刑。但判决很快被减轻为终身监禁。范德维勒在于1963年出狱后定居西德。他在1970年代回到比利时，于1979年死于布鲁日。